# Олсен, Сьюзан
Сью́зан Мари́ О́лсен (англ. Susan Marie Olsen; 14 августа 1961, Санта-Моника, Калифорния, США) — американская актриса и певица.

## Биография
Сьюзан Мари Олсен родилась 14 августа 1961 года в Санта-Монике (штат Калифорния, США). У Сьюзан есть два старших брата и старшая сестра: Ларри Олсен (род.1937), Кристофер Олсен (род.1947) и Дайан Олсен (род.1956).
Сьюзан окончила «William Howard Taft Highschool».

## Карьера
Сьюзан дебютировала в кино в 1968 году, сыграв роль Трейси Ричардс в эпизоде «Кто такая Барбара?» телесериала «Решительный человек». Всего Олсен сыграла в 21 фильме и телесериале.
Также Сьюзан является певицей.

## Личная жизнь
В 1988—1990 года Сьюзан была замужем за музыкантом-кикбоксером Стивом Вентимилья.
В 1995—2004 года Сьюзан была замужем за продавцом медицинского оборудования Митчем Маркуэллом. В этом браке Олсен родила своего первенца — сына Майкла Маркуэлла (род.1996/1998).
С 2009 года Сьюзан замужем в третий раз за Крисом Фонсекой. В этом браке Олсен родила своего второго ребёнка.

## Избранная фильмография
| Год       |   | Русское название         | Оригинальное название      | Роль                         |
| --------- | - | ------------------------ | -------------------------- | ---------------------------- |
| 1968      | с | Решительный человек      | Ironside                   | Трейси Ричардс               |
| 1968—1969 | с | Дымок из ствола          | Gunsmoke                   | Мэрианн Джонсон              |
| 1969      | ф | Неприятности с девушками | The Trouble with Girls     | певица на прослушивании      |
| 1969—1974 | с | Семейка Брэди            | The Brady Bunch            | Синди Брэйди/Ширли Темпл     |
| 1995      | ф | Фильм о семейке Брейди   | The Brady Bunch Movie      | репортёр «The Daily Tattler» |
| 2010      | с | Молодые и дерзкие        | The Young and the Restless | Лайза Мортон                 |